# Albert Guinchard
Albert Guinchard (ur. 10 listopada 1914 w Genewie, zm. 19 maja 1971 tamże) – szwajcarski piłkarz, reprezentant kraju, grający na pozycji obrońcy.

## Kariera klubowa
Przez całą swoją karierę piłkarską, od 1931 do 1947, był zawodnikiem klubu Servette FC. W barwach tej drużyny cztery razy zdobył mistrzostwo Nationalligi A w sezonach 1932/33, 1933/34, 1939/40 i 1945/46. Czterokrotnie docierał do finału Pucharu Szwajcarii w sezonach 1933/34, 1935/36, 1937/38 i 1940/41. Wszystkie te spotkania zakończyły się porażką Servette. Karierę piłkarską zakończył w 1947. 

## Kariera reprezentacyjna
Guinchard w reprezentacji zadebiutował 11 marca 1934 w meczu przeciwko  Francji, który jego zespół wygrał 1:0. W 1934 Heinrich Müller, ówczesny selekcjoner reprezentacji Szwajcarii, powołał Guincharda na Mistrzostwa Świata. Zagrał w obu spotkaniach z Holandią i Czechosłowacją. Razem z ekipą osiągnął na włoskim turnieju ćwierćfinał. 
Cztery lata później ówczesny selekcjoner Helwetów, Karl Rappan powołał go na Mistrzostwa Świata, jednak nie odegrał tam większej roli, będąc tylko rezerwowym. Po raz ostatni w reprezentacji zagrał 20 kwietnia 1941 w wygranym 2:1 spotkaniu z Niemcami. Łącznie w latach 1934–1941 wystąpił w 12 spotkaniach reprezentacji Szwajcarii.
| Mecze i gole w reprezentacji | Mecze i gole w reprezentacji | Mecze i gole w reprezentacji | Mecze i gole w reprezentacji | Mecze i gole w reprezentacji | Mecze i gole w reprezentacji | Mecze i gole w reprezentacji |
| #                            | Data                         | Miasto                       | Przeciwnik                   | Gol                          | Wynik                        | Rozgrywki                    |
| ---------------------------- | ---------------------------- | ---------------------------- | ---------------------------- | ---------------------------- | ---------------------------- | ---------------------------- |
| 1.                           | 11.03.1934                   | Paryż                        | Francja                      |                              | 1:0                          | towarzyski                   |
| 2.                           | 25.03.1934                   | Genewa                       | Austria                      |                              | 2:3                          | Puchar Europy Centralnej     |
| 3.                           | 27.05.1934                   | Mediolan                     | Holandia                     |                              | 3:2                          | MŚ 1934                      |
| 4.                           | 30.05.1934                   | Turyn                        | Czechosłowacja               |                              | 2:3                          | MŚ 1934                      |
| 5.                           | 11.11.1934                   | Wiedeń                       | Austria                      |                              | 0:3                          | Puchar Europy Centralnej     |
| 6.                           | 27.01.1935                   | Stuttgart                    | III Rzesza                   |                              | 0:4                          | towarzyski                   |
| 7.                           | 21.02.1937                   | Praga                        | Czechosłowacja               |                              | 3:5                          | Puchar Europy Centralnej     |
| 8.                           | 07.03.1937                   | Amsterdam                    | Holandia                     |                              | 1:2                          | towarzyski                   |
| 9.                           | 11.04.1937                   | Bazylea                      | Węgry                        |                              | 1:5                          | Puchar Europy Centralnej     |
| 10.                          | 18.04.1937                   | Bruksela                     | Belgia                       |                              | 2:1                          | towarzyski                   |
| 11.                          | 12.02.1939                   | Lizbona                      | Portugalia                   |                              | 4:2                          | towarzyski                   |
| 12.                          | 20.04.1941                   | Berno                        | III Rzesza                   |                              | 2:1                          | towarzyski                   |

## Sukcesy
Servette FC
- Mistrzostwo Nationalligi A (4): 1932/33, 1933/34, 1939/40, 1945/46
- Finał Pucharu Szwajcarii (4): 1933/34, 1935/36, 1937/38, 1940/41